# NGC 2767
NGC 2767 ist eine Linsenförmige Galaxie vom Hubble-Typ SB0 im Sternbild Großer Bär am Nordsternhimmel. Sie ist schätzungsweise 221 Millionen Lichtjahre von der Milchstraße entfernt und hat einen Durchmesser von etwa 85.000 Lichtjahren. Vom Sonnensystem aus entfernt sich das Objekt mit einer errechneten Radialgeschwindigkeit von näherungsweise 4.900 Kilometern pro Sekunde. Gemeinsam mit NGC 2762, NGC 2769, NGC 2771 und PGC 25794 bildet sie die Galaxiengruppe HMCG 40.
Das Objekt wurde am 8. März 1831 vom britischen Astronomen John Herschel entdeckt.